# Cantón de Montmirail (Sarthe)
El cantón de Montmirail era una división administrativa francesa, que estaba situada en el departamento de Sarthe y la región de Países del Loira.

## Composición
El cantón estaba formado por nueve comunas:
- Champrond
- Courgenard
- Gréez-sur-Roc
- Lamnay
- Melleray
- Montmirail
- Saint-Jean-des-Échelles
- Saint-Maixent
- Saint-Ulphace

## Supresión del cantón de Montmirail
En aplicación del Decreto nº 2014-234 de 24 de febrero de 2014, el cantón de Montmirail fue suprimido el 22 de marzo de 2015 y sus 9 comunas pasaron a formar parte del nuevo cantón de Saint-Calais.